# Miratech
Miratech — українська компанія, що розробляє програмне забезпечення, заснована 1989, офіс розташовано в Нью-Йорку. Має центри розробок в Україні, Польщі, Індії, Кіпрі, Словаччині, Іспанії та Канаді. Входила до 50 найбільших IT-компаній України і є однією з найстарших компаній України

## Історія
- 1989 — створення фірми у Києві випускниками Інституту кібернетики ім. Глушкова[10]
- 2000 — отримання сертифікату Microsoft[11]
- 2002 — компанія отримала сертифікат ISO 9001:2000[12]
- 2009 — партнерство з Oracle[13][ангажоване джерело]
- 2010 — підтримка української регіональної мережі банку VAB Bank[14]
- 2011 — підписала контракт з Київстар на оптимізацію IT інфраструктури та створенню віртуальних робочих місць[15][16].
- 2012 — відкриття офісу у Швейцарії, Miratech AG[17].
- 2013 — отримано сертифікат ISO 27001
- 2014 — відкрито офіс у Вінниці[18].
- 2014 — у липні відкрито науково-дослідні центри в Кошице, Словаччина[19].
- 2014 — нагорода Національної асоціації аутсорсингу Великобританії за найкращу команду IT-аутсорсингу.[20][ангажоване джерело]
- 2014 — просунулася на 27 позицій у щорічному рейтингу Software 500[значущість факту?].[21][ангажоване джерело]
- 2021 — IAOP відзначила Miratech за відмінність у стратегічному партнерстві з Abraxas.[22]
- У березні 2022 року компанія долучилась до Дія.City, резидентом спеціального податкового й правового режиму[23][24][25].
- У квітні 2022 Horizon Capital оголосила, що її фонд із капіталом у $200 млн Emerging Europe Growth Fund III, LP (EEGF III) придбав міноритарний пакет акцій Miratech і став її найбільшим фінансовим інвестором; ексклюзивним фінансовим радником у цій угоді виступала компанія Dragon Capital.[26][27][28][29][30]
- У жовтні 2022 — відкрито R&D центр у Бангалорі, Індія[31].
- У липні 2023 року компанія залучила $5 млн у новому раунді фінансування від International Finance Corporation (IFC) — підрозділу Групи Світового Банку[32][33]

## Нагороди
- 2014 — учасник рейтингу найбільших розробників ПЗ «Software 500» журналу Software Magazine[34]
- Лютий 2018 — увійшла до рейтингу The 2018 Global Outsourcing 100 від International Association of Outsourcing Professionals[35].
- Травень 2018 — увійшла до рейтингу GSA UK Top Performer Index, рейтинг постачальників та замовників послуг, які зробили значний внесок у розвиток аутсорсингової індустрії Британії[36].
- Травень 2018 — № 4 у Global Sourcing Awards[37].
- 21 лютого 2021 — увійшла до рейтингу 24 найбільш успішних та прибуткових IT компаній України[38].
- З серпня 2011 по липень 2021 — одна з 50 найбільших IT-компаній України за версією DOU[39].
- Лютий 2023 — увійшла до рейтингу 100 найкращих аутсорсингових компаній світу, за версією International Association of Outsourcing Professionals, в категорії Rising Star (Global Outsourcing 100)[40][41][42].
- Березень 2023 — стала переможцем в 19-й щорічній премії Globee Cybersecurity Awards[43]

## Соціальна відповідальність
- 2016 — з Фондом BrainBasket та Академією кодування запустили проєкт Technology Nation Kids, спрямований на безкоштовне навчання дітей основам програмування[44].